# Jamaal Bowman
Pour les articles homonymes, voir Bowman.
Jamaal Bowman, né le 1er avril 1976 à Manhattan (New York), est un homme politique américain. Membre du Parti démocrate, il siège à la Chambre des représentants des États-Unis de 2021 à 2025.

## Biographie

### Jeunesse et carrière professionnelle
Jamaal Bowman est afro-américain. Il est élevé par sa mère célibataire, postière, dans un logement social d'East Harlem. Il emménage par la suite avec ses grands-parents dans le quartier de Yorkville, alors que sa mère et ses deux sœurs ainées travaillent. Sa famille déménage dans le New Jersey lorsqu'il a 16 ans.
Diplômé en management du sport de l'université de New Haven en 1999, il est enseignant et conseiller d'orientation pendant dix ans. En 2009, il fonde la Cornerstone Academy for Social Action, un collège du Bronx dont il devient principal,. Il démissionne de son poste de principal en janvier 2020 pour se lancer en politique.
Jamaal Bowman réside à Yonkers. Il est marié à une enseignante avec qui il a trois enfants.

### Parcours politique
Bowman participe aux élections primaires du Parti démocrate de juin 2020 en vue des élections à la Chambre des représentants des États-Unis de novembre. Il se présente dans le 16e district de l'État de New York face à Eliot Engel, élu depuis 16 mandats et président de la commission des affaires étrangères. Ce district comprend le nord du Bronx et le sud du comté de Westchester ; les Afro-Américains et les Hispaniques y sont majoritaires. Durant la campagne, Engel est critiqué pour être resté pendant deux mois entiers à Washington alors que la circonscription comprend la ville New Rochelle, épicentre de la pandémie de Covid-19 dans l'État de New York. Le représentant sortant est par ailleurs filmé lors des manifestations suivant la mort de George Floyd, estimant qu'il ne serait pas là s'il n'avait pas d'opposants durant la primaire démocrate (« If I didn't have a primary, I wouldn't care »). Bowman reçoit le soutien de plusieurs figures de la gauche du parti dont Alexandria Ocasio-Cortez, Bernie Sanders et Elizabeth Warren. Engel est de son côté soutenu par l'establishment du parti, dont Hillary Clinton, Nancy Pelosi et le Caucus noir du Congrès. Bowman remporte finalement la primaire démocrate avec 55,5 % des suffrages contre 40,4 % pour Engel. Sa victoire, comparée à celle d'Alexandria Ocasio-Cortez deux ans plus tôt, intervient dans un contexte de montée en puissance de jeunes candidats progressistes issus des minorités, à l'image de Mondaire Jones et Ritchie Torres,,. N'affrontant qu'un candidat du Parti conservateur de New York en novembre, il est assuré d'être élu représentant des États-Unis.
Il est réélu en novembre 2022. En lice pour un troisième mandat, il est cependant battu lors de la primaire démocrate le 25 juin 2024 par le centriste George Latimer, soutenu notamment par l'American Israel Public Affairs Committee (AIPAC), un lobby pro-israélien.

## Positions politiques
Jamaal Bowman fait partie de l'aile gauche du Parti démocrate. Il est en faveur du « Medicare pour tous » (une couverture santé universelle) et du Green New Deal. En matière de politique étrangère, il critique la politique de Benyamin Netanyahou et souhaite conditionner l'aide américaine à Israël. Il milite durant l'été 2021 pour le prolongement du moratoire sur les expulsions de locataires, estimant qu'« expulser des gens ou rendre leur expulsion possible en temps de pandémie est inhumain ».